# Gordon Fullerton
Charles Gordon Fullerton (Rochester, 11 de outubro de 1936 – Lancaster, 21 de agosto de 2013) foi um astronauta e piloto de testes norte-americano, veterano de duas missões no ônibus espacial.
Formado em engenharia mecânica, entrou para a Força Aérea dos Estados Unidos em 1958, recebendo treino básico de voo em jatos interceptadores F-86 Sabre, depois passando a piloto de bombardeiros B-47. Escolhido para fazer parte do programa da criação do laboratório espacial habitado da força aérea em 1964, passou a integrar a NASA em 1969 após o encerramento do programa. Depois de completar o treinamento de astronauta no Centro Espacial Lyndon Johnson, em Houston, Fullerton serviu em equipes de apoio às tripulações de diversas missões do programa Apollo.
Em 1977, ele foi designado para fazer parte das tripulações de dois membros que testaram o protótipo do ônibus espacial Enterprise, durante o período de testes de voo e aproximação destas espaçonaves. Seu primeiro voo espacial foi em março de 1982, como piloto da missão STS-3 da nave Columbia, a terceira de um ônibus espacial, ainda no período de testes desta espaçonave, quando apenas dois tripulantes iam ao espaço nela antes das missões com grandes tripulações de especialistas científicos que a seguiram. Neste voo, a Columbia foi exposta a extremas condições de estresse termal do material isolante de calor que a envolve e testou pela primeira vez o braço robótico canadense Canadarm, que seria usado para a manobra de cargas no espaço.
Em 29 de julho de 1985, Fullerton voltou à órbita terrestre como comandante da STS 51-F Challenger, uma das missões do programa espacial norte-americano Spacelab. A missão levou a cabo treze experiências no campo da astronomia, física solar, ciência ionosférica, e experimentos com o gás hélio, durando até 6 de agosto daquele ano. Além da carreira como astronauta, ele também serviu como piloto de testes da força aérea, acumulando mais de quinze mil horas de voo em 115 tipos diferentes de aeronaves, entre caças, bombardeios e aviões militares de transporte de carga, além de aeronaves comerciais de uso primariamente comercial como o Boeing 747e o Douglas DC-8.
Aposentado em 2007, morreu de um acidente vascular cerebral aos 76 anos na Califórnia, em 2013.